# Scindapsus officinalis
Scindapsus officinalis är en kallaväxtart som först beskrevs av William Roxburgh, och fick sitt nu gällande namn av Heinrich Wilhelm Schott. Scindapsus officinalis ingår i släktet Scindapsus och familjen kallaväxter. Inga underarter finns listade.